# Pitta chicculiata
La pitta chicculiata è un piatto calabrese. 

## Descrizione
La pitta chicculiata è una pizza ripiena con un impasto a base di acqua, farina e tuorli d'uovo. Esistono almeno due versioni tipiche dell'alimento: la prima contiene salsa di pomodoro, tonno, capperi, acciughe e olive; la seconda presenta invece pomodori freschi, olio d'oliva e peperoncino. L'alimento può contenere, in alternativa, ingredienti a piacere, tra cui provola e melanzane a funghetti.